# 考烈王
考烈王（こうれつおう）は、中国戦国時代の楚の王（在位：紀元前262年 - 紀元前238年）。姓は羋、氏は熊。諱は完。

## 生涯
頃襄王の子として生まれ、太子に立てられた。
頃襄王27年（紀元前272年）、楚が秦と和平を結んだ時、人質として秦に入った。
頃襄王36年（紀元前263年）、父の頃襄王が病に倒れると、太子完は帰国して王位を継ごうと考えた。だが、秦の昭襄王はこれを許さなかった。そこで侍従の黄歇の策により、髭を剃って変装して密かに秦を脱出し、帰国して楚の王位に就いた（考烈王）。これを聞いた昭襄王は激怒したが、黄歇の死を賭した態度に感服し、代わりに考烈王の弟の公子顛（昌文君）を人質とすることで丸く収まり、黄歇は帰途を許された。考烈王はこの功により黄歇を令尹に任じ、淮北の地12県を与えた。これより黄歇は「春申君」と号した。
考烈王4年（紀元前259年）、秦が趙に攻め寄せてきたとき、同盟を求める趙の公子の平原君（趙勝）と対談したが、考烈王は前に秦に侵攻を受けたこともあり、渋って盟約がまとまらなかった。これに業を煮やした平原君の食客の毛遂は剣を帯びて、考烈王の目前に向かい「秦の白起は楚の首都を蹂躙して楚の父祖を辱めました。今回の合従は趙のためではなく、楚のためであります」と述べた。この働きかけによって楚と趙の盟約が成立した。
考烈王7年（紀元前256年）、楚の援軍が新中に達すると秦軍は退いた。同年、魯を攻め滅ぼし、その地を併合した。
考烈王22年（紀元前241年）、春申君が楚・趙・魏・韓・燕の5カ国連合軍を率いて、秦を攻撃した。寿陵を奪い、函谷関を攻めたが、敗走した（函谷関の戦い）。同年、東方の寿春に遷都した。
考烈王25年（紀元前238年）、考烈王は側室の兄の李園（かつての春申君の食客）に後事を託して薨去した。この後、李園は春申君を殺害して公子悍を幽王として即位させ、自らは宰相の地位に就き権力を握った。

## 墓
安徽省淮南市にある武王墩墓が、その規模や構造、出土品に刻まれた銘文などから考烈王の墓である可能性が高いと考えられている。

## 子女
- 幽王悍 - 母は李環
- 哀王猶 - 母は李環
- 負芻[5]
- 昌平君[6]